# Фахріє Евджен
Фахріє Евджен Озчівіт (тур. Fahriye Evcen Özçivit; 4 червня 1986, Золінген) — турецька актриса кіно і телебачення.

## Біографія
Фахріє народилася 4 червня 1986 року в Золінгені, Північній Рейн-Вестфалії, в сім'ї турка, який емігрував із Салоніків, і черкешенки. Дитячі роки Фахріє припали на важкий період для всіх турків у Золінгені. Після закінчення середньої школи Фахріє вступила до Дюссельдорфського університету, де вивчала соціологію. У період навчання в Дюссельдорфі, в 2006 році, Фахріє з матір'ю відправилися на відпочинок в Стамбул, де Фахріє несподівано отримала роль у серіалі «Ніколи не забувай». Після закінчення зйомок Фахріє вирішила продовжити кар'єру актриси і взяла академічну відпустку. Незабаром вона отримала роль Неджли в сучасній адаптації роману Решат Нурі Гюнтекіна «Листопад», що принесла їй широку популярність у Туреччині. Ще не завершивши роботу в фільмі «Листопад», Фахріє отримала кілька, в тому числі і головних, ролей в серіалах і фільмах: Сонгюль в міні-серіалі «Сум», Киз у фільмі «Небеса» і Пінар у фільмі «Любовне затемнення». На початку 2009 року Фахріє вступає у Босфорський університет, щоб вивчати історію, але зайнятість на зйомках серіалу «Листопад» змушує Фахріє відкласти навчання до закінчення знімального процесу. У 2013 році Фахріє отримала головну роль в сучасній адаптації ще одного роману Решада Нурі Гюнтекіна - «Корольок - пташка співоча». Потім послідувала роль Мюрвет в серіалі «Курт Сеіт і Шура». Але кінопроєкт швидко закрили через низькі рейтинги. У 2014 році Фахріє отримала головну роль у фільмі «Кохання схоже на тебе», в якому вона зіграє кохану персонажа Бурака Озчивіта, з яким раніше грала в «Корольку».

## Особисте життя
Відомо про кілька романів актриси з турецькими футболістами. Потім понад 4 роки вона прожила разом з відомим режисером і актором Озджаном Денізом. Але турецький ловелас не лише не думав робити пропозицію актрисі, а ще й зрадив її з молодою білявкою-моделлю. Між парою стався розрив. У 2013 році на зйомках фільму «Корольок - пташка співоча» між Фахріє і її партнером по фільму Бураком Озчивітом зав'язалися стосунки, хоча Бурак на той час зустрічався з відомою світською левицею і моделлю з родини турецьких мільйонерів Джейлан Чапою. Через стосунки з Фахріє Бурак Озчивіт покинув свою дівчину.  
За три роки відносин, 25 грудня 2016 року Бурак зробив пропозицію Евджен і 29 червня 2017 року відбулось їхнє весілля в маєтку Саїда Халім Паші.
13 квітня 2019 року народила сина, якого назвали Караном.
В січні 2023 року у подружжя Озчивітів народився син Керем.

## Фільмографія
| Рік       |   | Українська назва             | Оригінальна назва                 | Роль                        |
| --------- | - | ---------------------------- | --------------------------------- | --------------------------- |
| 2005      | с | Ніколи не забувай            | тур. Asla Unutma                  | Пінар                       |
| 2006—2010 | с | Листопад                     | Yaprak Dökümü                     | Неджла Текін                |
| 2006      | с | Сум                          | Hasret                            | Сонгюль                     |
| 2007      | ф | Небеса                       | Cennet                            | Киз (дівчина)               |
| 2008      | ф | Любовне затемнення           | Aşk Tutulması                     | Пінар                       |
| 2010      | ф | Команда – На шляху Аллаха    | тур. Takiye: Allah'ın Yolunda     | Севде Аксу                  |
| 2010      | ф | Сеньйора Енріка              | Sinyora Enrica ile İtalyan Olmak  | сеньйора Енріка в молодості |
| 2011      | с | Брехлива весна               | тур. Yalancı Bahar                | Зейнеп Караман              |
| 2012      | ф | Ти — мій дім                 | Evim Sensin                       | Лейла                       |
| 2012      | с | Прощання                     | тур. Veda: Esir Sehirde Bir Konak | Мехпаре                     |
| 2013—2014 | с | Корольок — пташка співоча    | Çalıkuşu                          | Феріде                      |
| 2014      | с | Курт Сеїт і Шура             | Kurt Seyit ve Şura                | Мюрвет                      |
| 2015      | ф | Любов схожа на тебе          | тур. Aşk Sana Benzer              | Деніз                       |
| 2017      | ф | Вічне кохання                | Sonsuz Aşk                        | Зейнеп                      |
| 2017      | с | До смерті                    | Ölene Kadar                       | Селві                       |
| 2021      | с | Альпарслан: Великі Сельджуки | Alparslan: Büyük Selçuklu         | Акча Хатун                  |